# Американський білий метелик
Америка́нський бі́лий мете́лик (Hyphantria cunea) — метелик родини Arctiidae, поліфаг, що пошкоджує понад 300 видів різних трав'янистих, кущових та деревних культур. Найулюбленішими культурами є шовковиця, клен американський, айва, бузина, вишня, груша, виноград, волоський горіх, слива, хміль, яблуня.

## Біологія
Американський білий метелик — білосніжний, з шовковистим відливом. Іноді трапляються особини з темними або жовтувато-коричневими цяточками на крилах. Живе 8—10 діб. Самки відкладають яйця на нижню частину листка, після чого гинуть. Гусениці, що відродилися, починають шкрябати епідерміс листя. Підростаючи, розповзаються по всьому дереву, а при відсутності корму мігрують на інші дерева. Життя гусениць триває 35—45 діб, але за цей час вони встигають завдати непоправної шкоди рослинам.
Метелик розвивається у двох генераціях. Зимує у стадії лялечки на штамбах дерев, у тріщинах кори, опалому листі, ґрунті, упаковці, ящиках

## Шкодочинність
Гусениці американського білого метелика надзвичайно шкодочинні. АБМ небезпечний для майже 300 видів рослин. Серед садових дерев найуразливіші шовковиця, яблуня, груша, слива, айва, черешня, горіх. Вони повністю об'їдають листя на деревах, оповиваючи гілки павутиною. Така дефоліація насаджень призводить до порушення обмінних процесів у рослинах та їх ослаблення, внаслідок чого знижується врожайність та захисна, декоративна, естетична функція насаджень, погіршуються умови існування фауни. Гусениці поїдають листя, шість—вісім гнізд шкідника на плодовому дереві здатні повністю його знищити.

## Поширення
Чужорідний вид. Батьківщиною американського білого метелика є Північна Америка. В Європу, а саме Угорщину, американський білий метелик був завезений з вантажем з Північної Америки у 1940 році. В Україні АБМ вперше виявлено у 1952 році в Закарпатській області. А з 1966 року відбулося поступове поширення його в інші області країни.
Станом на 1 січня 2006 року американський білий метелик виявлений на загальній площі 107 729,82 га в АР Крим, м. Севастополь та в 18 областях України, а саме, Вінницькій, Дніпропетровській, Донецькій, Закарпатській, Запорізькій, Івано-Франківській, Київській, Кіровоградській, Луганській, Миколаївській, Одеській, Полтавській, Тернопільській, Харківській, Херсонській, Хмельницькій, Черкаській, Чернівецькій.
Поширюється американський білий метелик транспортними засобами при перевезенні сільськогосподарської продукції та промислових вантажів.
Середня швидкість поширення у країні становить 30—40 км на рік.

## Запобігання поширенню та боротьба
Для запобігання занесенню американського білого метелика слід проводити детальний огляд імпортних вантажів, вітчизняної продукції, пакувального матеріалу, транспортних засобів, що надходять з карантинних зон, регулярно обстежувати багаторічні насадження. Вивіз плодів і садивного матеріалу із заражених господарств, населених пунктів проводити за узгодженням з карантинною інспекцією.
Агротехнічні заходи полягають у збиранні та знищенні гусениць та кладок яєць АБМ. Гілки з гніздами гусениць обрізають і спалюють. Одне не знищене гніздо дасть тисячі таких гнізд в наступному році.
Для ліквідації вогнищ американського білого метелика обробляють плодові сади та лісосмуги інсектицидами, дозволеними до використання в Україні.
У зоні поширення шкідника, особливо в населених пунктах, рекомендують застосовувати бактеріальні препарати.

## Галерея

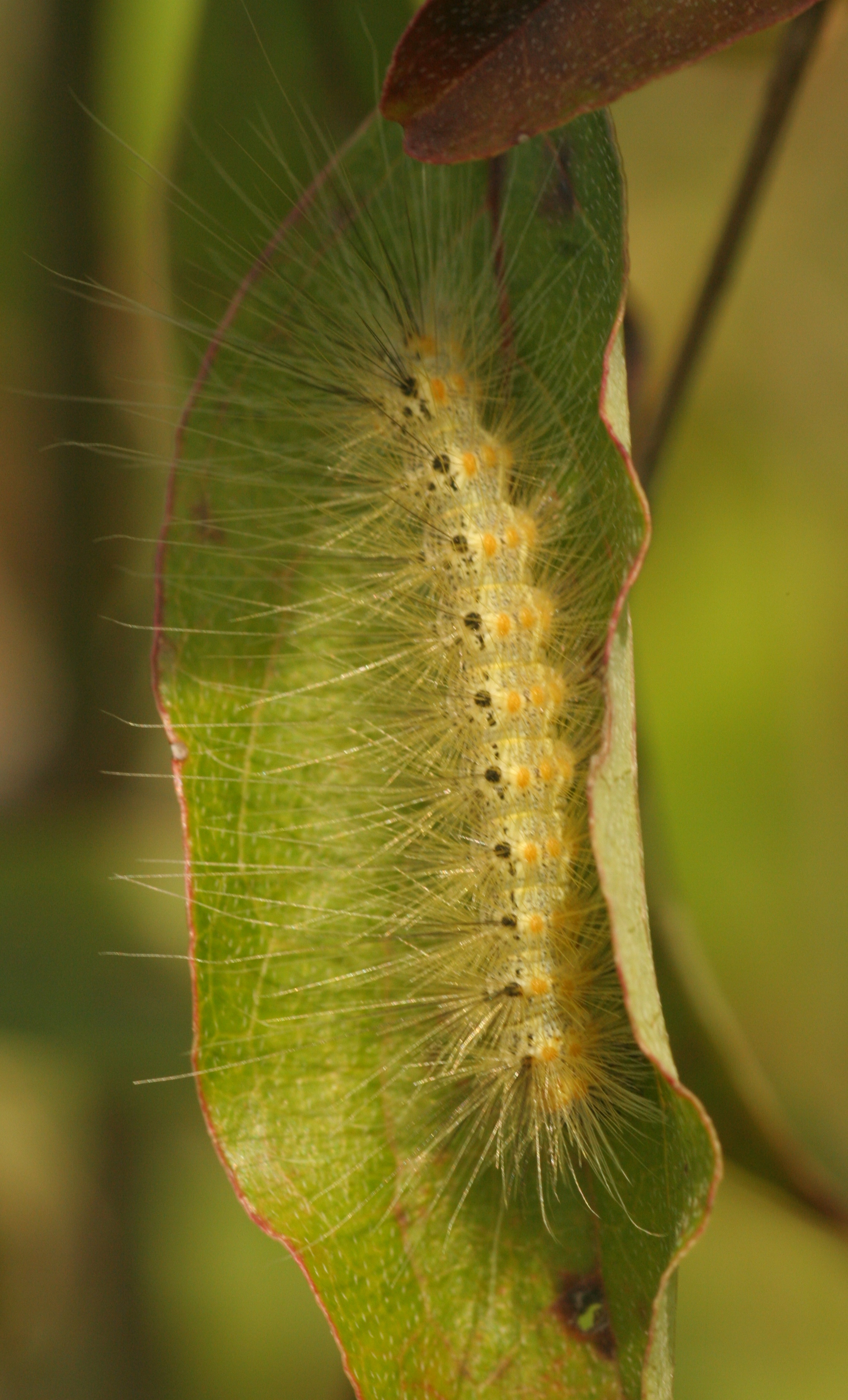
Личинка на пізній стадії
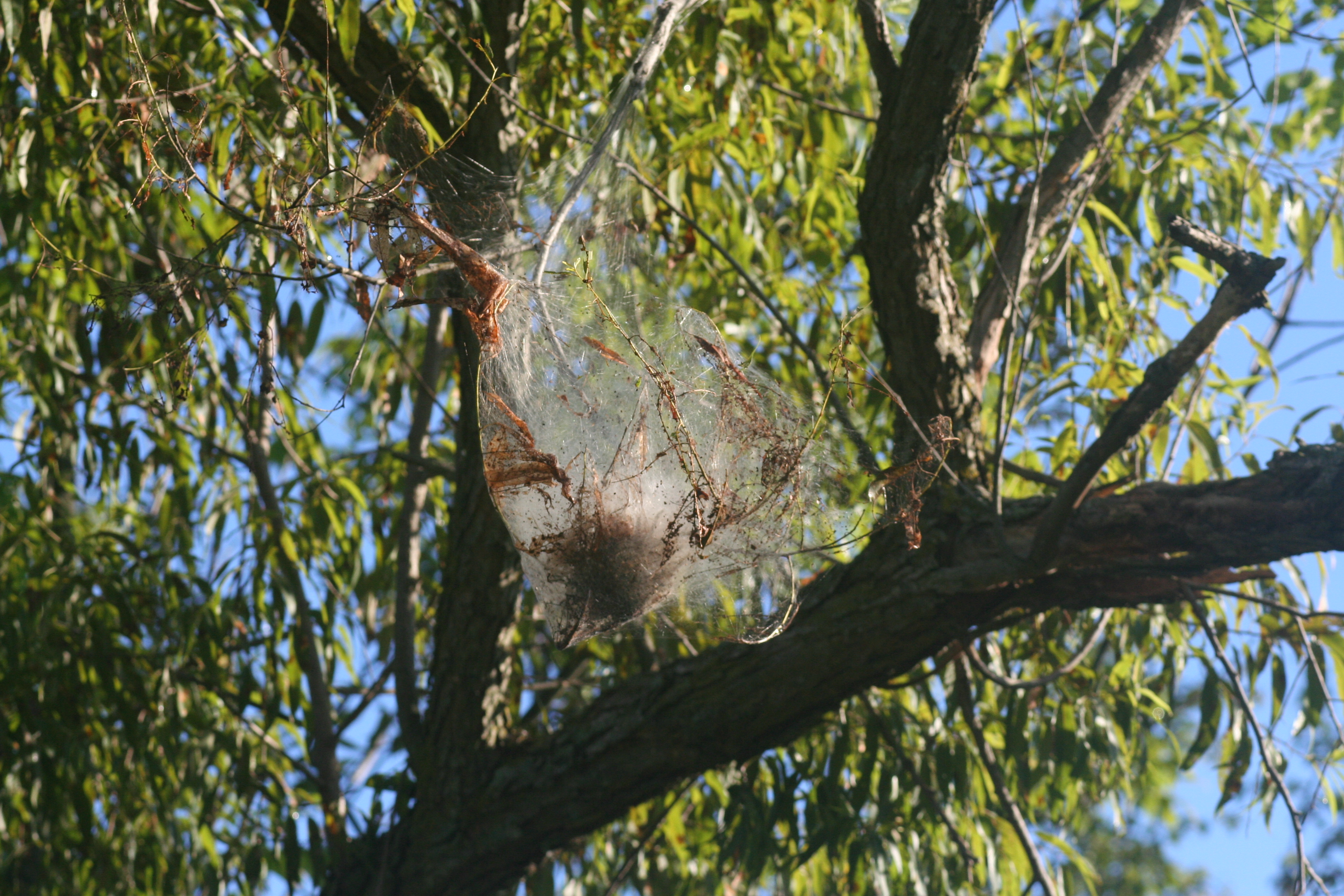
Павутина на вербі
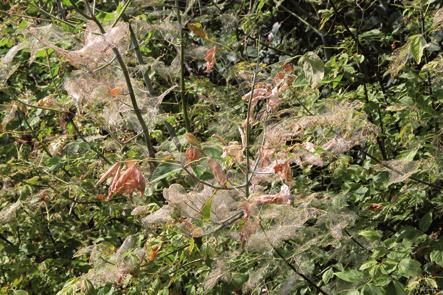
Пошкодження на Acer negundo